# Hugo Horacio Lóndero
Hugo Horacio Lóndero Secullini (Colonia Caroya, 18 de septiembre de 1946) es un exfutbolista argentino (delantero), nacionalizado colombiano. Actualmente es el cuarto máximo goleador en toda la historia del Fútbol Profesional Colombiano con 211 goles.

## Trayectoria
Debutó en el Gimnasia y Esgrima La Plata de Argentina en 1967, y en 1969 llega al América de Cali, permaneciendo 12 años en equipos colombianos. Obtuvo el botín de oro como máximo goleador del Campeonato colombiano en 1969, 1971 y 1972. Al adquirir la nacionalidad colombiana, fue convocado por el técnico Efraín Sánchez y jugó 3 partidos internacionales con la selección Colombia en la Copa América 1975, en la cual terminaron subcampeones.
Sumando los partidos jugados en Argentina y en Colombia contabiliza 222 goles en 475 partidos en su carrera profesional. Se retiró en 1981 cuando jugaba en el Cúcuta Deportivo y en la actualidad vive en la ciudad de Cúcuta en donde es propietario del restaurante de lujo Londero's.

## Clubes
| Club                        | País      | Año         |
| --------------------------- | --------- | ----------- |
| Gimnasia y Esgrima La Plata | Argentina | 1967 - 1968 |
| América de Cali             | Colombia  | 1969        |
| Gimnasia y Esgrima La Plata | Argentina | 1970        |
| Cúcuta Deportivo            | Colombia  | 1971-1972   |
| Atlético Nacional           | Colombia  | 1973-1976   |
| Independiente Medellín      | Colombia  | 1977-1979   |
| Deportivo Pereira           | Colombia  | 1979-1980   |
| Cúcuta Deportivo            | Colombia  | 1981        |

## Palmarés

### Campeonatos nacionales
| Título           | Club              | País     | Año  |
| ---------------- | ----------------- | -------- | ---- |
| Primera División | Atlético Nacional | Colombia | 1973 |
| Primera División | Atlético Nacional | Colombia | 1976 |

### Distinciones individuales
| Distinción                                    | Año  |
| --------------------------------------------- | ---- |
| Goleador del Campeonato colombiano (27 goles) | 1969 |
| Goleador del Campeonato colombiano (30 goles) | 1971 |
| Goleador del Campeonato colombiano (27 goles) | 1972 |